# Dreaming of You
Dreaming of You es el quinto y último álbum de estudio de Selena. Fue lanzado póstumamente el 18 de julio de 1995 por EMI Latin. Debutó en el número uno en los US Billboard 200, vendiendo más de 331.000 unidades en su primera semana, convirtiéndose en la primera cantante hispana en lograr esta hazaña, Dreaming of You fue el segundo debut más alto después de HIStory: Past, Present and Future, Book I de Michael Jackson. El primer día de lanzamiento, el álbum vendió más de 175.000 copias, un récord para un cantante pop femenina. Los críticos recibieron el álbum con una mezcla de comentarios positivos. Dreaming of You ha demostrado ser un éxito comercial, vendiendo más de 2 millones de copias en su primer año y 5 millones desde su publicación.
El álbum mostró el talento de Selena como artista internacional, así, como la forma en que fue capaz de combinar varios géneros musicales. Dreaming of You fue el álbum que llevó a Selena al mercado internacional, pues ella siempre tuvo ese objetivo, es uno de los "álbumes debut más vendidos de todos los tiempos", junto con ser el "debut más vendido por una artista latina femenina". En julio de 1995, Dreaming of You se unió a cinco de los álbumes de estudio de Selena que se mantuvo en los mejores diez de Billboard Top 50 Latin Albums. Dreaming of You también se convirtió en la más alta lista de álbumes en español de la lista Billboard Top Latin Albums.
El 24 de septiembre de 2002, fue relanzado para formar parte de la serie de colección, 20 Años de Música, con temas extras, vídeos musicales, y notas habladas por su familia, amigos, y su antigua banda.

## Producción y desarrollo
Antes de firmar un contrato con EMI Latin Records, José Behar, el exjefe de Sony Music Latin, quería grabar con Selena un álbum crossover en 1989, siendo un sueño de mucho tiempo para Selena. Selena grabó Only Love, Is It the Beat?, y Where Did the Feeling Go? para los jefes de EMI Records. La solicitud de Behar del álbum crossover fue negada y se le dijo que para vender un disco importante, Selena necesitaba una base de fanáticos más grande. En 1993, después de ganar un premio Grammy a Mejor Álbum mexicano-americano por Selena Live!, Selena firmó con SBK Records para empezar a grabar su primer álbum al idioma inglés. EMI Latin dijo que Selena había llegado a su punto máximo en el mercado español y que la quería impulsar al estrellato mundial como solista pop. A lo largo de sus entrevistas, Selena declaró que el álbum iba a ser lanzado en algún momento de 1994. Selena fue cuestionada por muchos de sus fanes y prensa sobre la fecha del lanzamiento del álbum después de que lanzó Amor prohibido. Selena dijo a sus fanes y a los periodistas que el álbum aún estaba en desarrollo.
Durante un almuerzo en 1994, Selena comenzó a llorar debido a las presiones de la prensa acerca de su álbum. Selena dijo que ella le dijo a numerosos entrevistadores que su disco iba a ser lanzado y envuelta en lágrimas,  exclamó que ella ni siquiera había grabado una canción para el álbum, la declaración hizo que José Behar, enfurecido le dijera a los jefes de EMI Records que Selena y su banda Los Dinos se cambiarían de compañía discográfica a una que estuviera dispuesta a grabar su álbum en inglés. Durante a finales de 1994, Selena comenzó a grabar su primera canción, I Could Fall in Love, para el álbum. Selena trabajo con los principales productores de música Pop, algunos de los cuales ya habían ganado premios Grammy por sus trabajos. Antes de grabar, la hermana de Selena, Suzette Quintanilla indicó que le tomaría a Selena mucho tiempo antes de decidir un sonido para el álbum. Las sesiones de grabación del álbum se llevaron a cabo durante 1994 a 1995 en varios estudios de grabación, incluyendo en el estudio de grabación de su padre, Q-Productions en Corpus Christi, The Bennett House en Franklin, Tennessee, Bananaboat Studio en Burbank, California, Oakshire Recorders en Los Ángeles, California, Conway Studios en Hollywood, California, Clinton Studios en Clinton, Nueva York, y Levosia Entertainment en Hollywood, California, algunas sesiones de grabación se realizaron en North Hollywood, California.Los productores y compositores que han colaborado con Selena en el álbum incluyen Keith Thomas, Trey Lorenz, que es cortesía de Epic Records, ark Goldenberg, Kit Hain, Guy Roche, Donna Delorey, Diane Warren, Rhett Lawrence, David Byrne who is courtesy of Luaka Bop Inc., Frane Golde, Tom Snow, Full Force, Brian "Red" Moore, A.B. Quintanilla III, Barrio Boyzz, K.C. Porter, Felipe Bernmejo, José Hernández, Felipe Valdes Leal, y para la edición japonesa, Rokusuke Ei y Hachidai Nakamura. Durante las sesiones de grabación del álbum, a la familia de Selena no se les permitió que produjeran canciones para el álbum, esto dio una mayor presión sobre Selena, sobre sus sentimientos hacia las decisiones tomadas sobre su familia. Dreaming of You fue el primer álbum que su familia no estaba produciendo.
Las canciones producidas eran en su mayoría canciones pop sobre el amor. Selena escribió y grabó con David Byrne God's Child (baila conmigo), su voz se utilizó posteriormente en la canción después de que Byrne lo grabó en Clifton, Nueva York. Antes de incluirla en Dreaming of You, el esposo de Selena, Chris Pérez y hermano que fue el productor de su música, AB Quintanilla III, dijo que ambos no les gusta la canción, sin embargo, Selena eligió como su cuarta canción del álbum. A.B. Quintanilla III, dijo que ahora entiende por qué Selena eligió la canción, diciendo que después de la muerte de Selena. Pérez dijo que él creció para el amor. Keith Thomas declaró que cada vez que Selena se paseó por el estudio de grabación todos los ojos se centraban en ella debido a su energía y ganas de triunfar, que hizo reír a todos. Thomas también declaró que no había ningún problema de ego involucrado con ella. Selena grabó cuatro canciones más el 20 de enero de 1995, pero nunca llegaría a grabar la canción Oh No (I'll Never Fall In Love Again), aunque ya se habían revelado algunos fragmentos durante una pequeña entrevista para televisión. Oh No sería grabada más tarde en español por la banda de su hermano, Kumbia Kings, para su álbum Amor, familia y respeto que fue lanzado el 23 de marzo de 1999. El compositor Keith Thomas, quien escribió I Could Fall In Love, nunca terminó una segunda canción y reveló el destino de la canción cuando hizo una aparición en la serie de A&E, Biography, dónde se habló sobre la vida y muerte de Selena
Otras canciones en inglés que estaban programadas para el disco son:
| Canciones grabadas fuera de EMI - Give Me One More Chance (del álbum de 1984 Mis primeras grabaciones) - Call Me (del álbum de 1984 Mis primeras grabaciones) - A Million to One (del álbum de 1986 Muñequito de Trapo) - Always Mine (del álbum de 1988 Dulce Amor) | Canciones grabadas en EMI - My Love (del álbum de 1989 Selena) - Where Did the Feeling Go? (grabada en 1989, lanzada en la banda sonora de la película Selena de 1997) - Only Love (grabada en 1989, lanzada en la banda sonora de la película Selena de 1997) - Is It the Beat? (grabada en 1989, lanzada en la banda sonora de la película Selena de 1997) - Missing My Baby (del álbum de 1992 Entre a mi mundo) - A Boy Like That (grabada en 1995 y lanzada por primera vez en el álbum de 1996 de varios artistas The Songs of West Side Story) | Canciones grabadas como demos - Are You Ready to Be Loved - Oh No (I'll Never Fall in Love Again) Canciones pendientes de grabar - Baby, I'm in Heaven - If You Only Knew - So Emotional - Love Me Now |

## Composición
El álbum cruzado fue planeado como un álbum de pop, compuesto por canciones de amor confesionales y dúos contemporáneos de R&B. Betty Cortina de la revista People escribió: "Fue realmente una transición no sólo desde un punto vista comercial, sino también en el estilo musical al que aspiraba ingresar, pero desde que Selena ingresó al mundo de la música, ese siempre fue su objetivo...". Selena, una semana antes de morir le dijo a la prensa que iba a cantar una balada pop con Jon Secada.

### Estilo musical y letras
EMI Latin y EMI Records quería transformar los estilos musicales de Selena de Tejano y Pop latino a R&B y Pop. El álbum muestra que Selena tenía una capacidad instintiva para transmitir la pasión y el sentimiento en su variedad de formas y puso el ejemplo en canciones como: "I Could Fall in Love", "Missing My Baby", y "Dreaming of You". Selena trabajado con Rock suave, R&B y Pop para su canción "I Could Fall in Love" mientras que hace casi lo mismo en "Captive Heart" que tuvo un ritmo más Rock con toques de Electropop.  "I Could Fall in Love" habla de estar en una relación distante que el otro no sabe que ella [Selena] está enamorada de él, ella trata tener una relación con él, siguiendo su corazón, pero se pregunta si le gustara a él entonces decide no hablarle de su amor. "Captive Heart" habla de una mujer [Selena] que está siendo cautivada y controlada por su pareja y es tan intenso para dejarse llevar y estar libre de sus propias emociones.
Para la canción, "I'm Getting Used to You" Selena trabajado con Pop barroco y Dream pop, la canción habla sobre conseguir una relación con la persona deseada. La canción también habla de su compañero, cambiar la forma de pensar sobre el amor y el sentido de "abrir" los ojos para ver lo que ve en ella. Para ""God's Child (baila conmigo)"," David Byrne grabó por primera vez su voz a la canción en Nueva York y más tarde Selena terminó la adición de sus traducciones al español de la canción en Texas. Byrne asegura que la canción es acerca de "dos jóvenes travestis" que vivían en un barrio en Nueva York La canción utiliza pop Góspel simplemente usando el término "Dios" a través de la canción, también juega con sonidos de tambores ruidosos antes de que Selena cante. Para "Dreaming of You", Selena utiliza principalmente Pop y R&B. La canción describe a una chica que está sola en la noche mientras todos en el mundo duerme, sueña acerca de su relación con su amado. La canción describe que la chica se siente abandonada y se preguntaba si él sabe que ella lo ama, ella también dice que lo mira a los ojos para que se de cuenta de que existe. La chica entonces dice que todavía sueña con él sin parar.
Originalmente el álbum iba a tener más pistas en inglés; durante las primeras horas de la mañana del 31 de marzo de 1995, se le esperaba a Selena en el estudio de grabación para grabar una canción llamada "Oh No (I'll Never Fall in Love Again)". Sin embargo, ese mismo día, Selena fue baleada a muerte por su mejor amiga y empleada de sus tiendas, Yolanda Saldívar. "Baby, I'm In Heaven" fue originalmente coescrito y realizado por el cantante de R&B Trey Lorenz y "So Emotional" escrito por Franne Gold y Tom Snow, ambas fueron escritas para el álbum de Selena, pero tras su muerte fueron cedidas, la primera a Rebbie Jackson para su álbum Yours Faithfully y la segunda para el álbum debut de Christina Aguilera. El álbum fue pausado una vez más. EMI Records preparó el lanzamiento del álbum, al hacerlo, la empresa volvió a publicar las obras más exitosas y famosos de Selena que en su mayoría se mezclan con música del Caribe, Danza hall y reggae.

### Portada del Álbum
Para el álbum, no hubo sesión de fotos debido a la muerte de Selena, mientras que el álbum aún estaba en curso. EMI Records y EMI Latin eligieron una sesión de fotos que Selena tuvo con Mauricio Rinaldi en 1994, para el álbum de grandes éxitos "Selena, 12 Super Éxitos". La dirección estuvo a cargo de José Behar y Barbie Insua. La imagen se recorta en un pequeño viejo marco de fotos del siglo 18, que se encuentra a la derecha del álbum, los estilos (alrededor de Selena) la ilustran como un ángel en las estrellas que también se describe cómo la canción "Dreaming of You". Para la edición del libro se utilizó el diseño de papel blanco con toques de manchas antiguas a lo largo del librillo para expresar el sentimiento de una vieja historia. En el interior del libro incluye una versión corta de su biografía contada por John Lannert. Las letras de todas las canciones se incluyen también en español. La edición para Japón se utilizó el mismo diseño que la edición de EE. UU., pero había una mezcla de tapa dura y tapas blandas en la portada. La biografía y letras están escritas en japonés, similar a la edición Coreana.
A lo largo del libro los fanes de Selena pueden detectar réplicas de bronce estilo antiguo una bailarina, la guitarra, la corona, la cadena de corazón, las manos y la solapas de Selena con pines metálicos de oro. Tanto el álbum como los sencillos utilizan el nuevo logotipo de "Selena", sin embargo, el disco utiliza el color rojo para el logotipo, mientras que el sencillo un color oro. En el álbum se puede leer:

"Con tu adiós te llevas mi corazón."

## Lanzamiento
El lanzamiento oficial del álbum fue en julio de 1995 según lo dicho por Selena durante una pequeña entrevista el 20 de enero de 1995. Tres meses después de la muerte de Selena, EMI Records y EMI Latin lanzaron Dreaming of You el 18 de julio de 1995 y rápidamente debutó en el # 1 en los Billboard 200 Chart de EE. UU., vendiendo más de 331 000 copias en su primera semana y desbancando la banda sonora de Pocahontas y el álbum HIStory de Michael Jackson del primer puesto. El presidente de EMI Latin estima que el álbum vendido en realidad más de 700.000 copias la primera semana porque Billboard no incluyen las tiendas de descuento o las pequeñas tiendas especializadas en música latina. Fue bien recibida por la crítica, el álbum también debutó en el # 1 de Billboard Top Latin Albums y Billboard Latin Pop Albums el álbum se mantuvo durante casi 200 semanas.
El álbum se vendió en más de 30 países alrededor del mundo. En los meses siguientes a la publicación del álbum, Selena llegó a ser conocida por sus canciones, "Dreaming of You" y "I Could Fall in Love". Dreaming of You vendió medio millón de copias tan solo en el estado de Texas. El álbum fue certificado como treinta y cinco de platino por la RIAA por la venta de más de 3.500.000 copias en Estados Unidos desde su lanzamiento. El álbum en sí tiene dos logros gráficos sin precedentes, es el primer álbum con la mayoría de sus canciones en español en debutar número uno en el Billboard 200 y es el primer artista latino en lograr esa hazaña. Dos años después de la muerte de Selena, Dreaming of You y Siempre Selena se mantuvieron en el tercero y cuarto lugar, respectivamente del el Billboard Top 50 Latin Albums. Dreaming of You fue certificado como oro y platino en varios países del mundo.

## Promoción
The Crossover Tour fue una gira mundial programada para promocionar Dreaming of You. Estaba previsto que comenzará a mediados de 1995, después de haber lanzado el álbum. La gira visitaría países de Europa, Asia y Oceanía dónde Selena no era muy conocida, así como el público angloparlante de Norteamérica y ciudades de Latinoamérica.
Varios anuncios fueron puestos en ciudades de los Estados Unidos, México y Sudamérica para promocionar el álbum. José Behar de EMI Latin, dijo que la promoción "... Será en la escala de superestrella", porque así estaba planeada desde antes de la muerte de Selena, ya que la disquera planeaba que fuera un álbum que hiciera historia en la música.

## Sencillos
La compañía, EMI Latin lanzó como primer sencillo, Dreaming of You el 14 de agosto de 1995. La canción más tarde alcanzó el puesto #9 en el U.S. Billboard Hot Singles Recurrents y los U.S. Billboard Latin Pop Airplay.  El sencillo también llegó a los mejores diez de varios países. Pocas semanas después del lanzamiento de la canción, una doble versión única de Dreaming of You fue lanzado el 28 de agosto de 1995 con algunas mezclas de Techno Cumbia. I Could Fall in Love se convirtió en el segundo sencillo del álbum el 17 de octubre de 1995, la compañía lo relanzado con un doble sencillo Tú Sólo Tú. "I Could Fall in Love" alcanzó el # 2 en U.S. Billboard Hot Latin Tracks también al llegó veinte de varios países. the song was also the "highest ranking English language single" on the Hot Latin Tracks. "I'm Getting Used To You" se convirtió en el cuarto sencillo del álbum el 26 de noviembre de 1995 y llegó a la posición #7 en el U.S. Billboard Bubbling Under Hot 100 Singles. El Toro Relajo fue el sexto sencillo para México debido al éxito que tuvo el álbum en dicho país, también fue lanzado como sencillo promocional de los Estados Unidos el 24 de diciembre de 1995. El sencillo alcanzó el #14 en US Billboard Latin Regional Mexican Airplay también alcanzado los mejores veinte de la lista Billboard Hot Latin Tracks. Sukiyaki se convirtió en el sexto sencillo del álbum para Japón el 8 de enero de 1996, el sencillo contenía algunas mezclas de "Dreaming of You" y "I Could Fall in Love". Los últimos sencillos regionales fueron God's Child (baila conmigo) y Captive Heart se lanzaron sólo para el Reino Unido, Canadá y Australia respectivamente debido a la popularidad de Selena en dichos países. A principios de enero de 1996, "Tu Solo Tu" ganó Mejor Canción del Año en los Tejano Music Awards mientras que "I Could Fall in Love", ganó a Mejor Mezcla del Año.

## Recepción de la crítica
Muchos críticos que escucharon el disco coincidieron en que los productores, Keith Thomas y Guy Roche convertirían a Selena en una diva del pop similar a artistas pop como, Janet Jackson y Mariah Carey, pero con un toque latino. Allmusic harto de que todos los norteamericanos supieran de Selena por su trágica muerte, promocionó el álbum Dreaming of You mencionando que las canciones en inglés son muy diferentes de sus canciones en español también se indicó que el álbum "Dreaming of You" pudo haber sido el álbum más vendido de una cantante femenina superando incluso a Madonna.
Entertainment Weekly, David Bronwe declaró que es álbum póstumo con más sonidos que otro. Bronwe declaró que Selena era desenfrenada en sus viejos éxitos, remezclas, y canciones. Bronwe también dice que, la voz de Selena se acoplaba a cualquier sonido, ya sea baladas tradicionales, sonidos tropicales o la danza-pop. "Selena evoca la lujuria y la pasión que ambos estados ausentes en otros artistas". Bronwe declaró que "God's Child (baila conmigo)" como un dueto juguetón, galopante que alude una preocupación menos comercial, lamentó también que Selena nunca vio realizado su sueño de un álbum cruzado. Billboard declaró que "Dreaming of You" había capturado intensificado de las raíces del pop anglo. Vibe comento que el álbum fue un breve resumen del sabor a cumbia, tex-mex, una visión conmovedora trayectoria del álbum estaba tomando en el momento de su lanzamiento. Vibe también declaró que "es lamentable no escuchar el álbum completo, debido a la muerte de Selena".

## Lista de canciones
Edición estándar

| N.º | Título                                                         | Escritor(es)                         | Productor(es)                     | Duración |  |
| 1.  | «I Could Fall in Love»                                         | Keith Thomas                         | Thomas                            | 4:41     |  |
| 2.  | «Captive Heart»                                                | Mark Goldenberg, Kit Hain            | Guy Roche                         | 4:23     |  |
| 3.  | «I'm Getting Used to You»                                      | Diane Warren                         | Rhett Lawrence                    | 4:03     |  |
| 4.  | «God's Child (baila conmigo)» (con David Byrne)                | Selena Quintanilla, David Byrne      | Arto Lindsey, Susan Rogers, Byrne | 4:15     |  |
| 5.  | «Dreaming of You»                                              | Franne Golde, Tom Snow               | Roche                             | 5:14     |  |
| 6.  | «Missing My Baby»                                              | A.B. Quintanilla III                 | Quintanilla III                   | 4:13     |  |
| 7.  | «Amor Prohibido»                                               | A.B. Quintanilla III, Pete Astudillo | Quintanilla III                   | 2:55     |  |
| 8.  | «Wherever You Are (Donde Quiera Que Estés)» (con Barrio Boyzz) | K. C. Porter, Miguel Flores          | Porter                            | 4:29     |  |
| 9.  | «Techno Cumbia»                                                | A.B. Quintanilla III, Pete Astudillo | Quintanilla III                   | 4:44     |  |
| 10. | «El toro relajo»                                               | Felipe Bermejo                       | José Hernández                    | 2:20     |  |
| 11. | «Como La Flor»                                                 | A.B. Quintanilla III, Pete Astudillo | Quintanilla III                   | 3:04     |  |
| 12. | «Tú, solo tú»                                                  | Felipe Valdés Leal                   | Hernández                         | 3:12     |  |
| 13. | «Bidi Bidi Bom Bom»                                            | Selena, Pete Astudillo               | Quintanilla III                   | 3:41     |  |

| Edición japonesa pista bono |                       |                                                                        |                 |          |  |
| N.º                         | Título                | Escritor(es)                                                           | Productor(es)   | Duración |  |
| 14.                         | «Sukiyaki» (すき焼き) | Rokusuke Ei, Hachidai Nakamura, Abraham Quintanilla Jr, Pete Astudillo | Quintanilla III | 3:11     |  |

| Reedición 20 Años de Música |                                                                                                 |                        |               |          |  |
| N.º                         | Título                                                                                          | Escritor(es)           | Productor(es) | Duración |  |
| 14.                         | «Spoken Liner Notes by the Band and Family» (Comentarios por miembros de la banda y familiares) | Brian "Red" Moore      | Moore         | 17:35    |  |
| 15.                         | «Dreaming of You» (Music Video)                                                                 | Franne Golde, Tom Snow | Franne Golde  | 5:24     |  |

## Certificaciones
| Certificaciones de Dreaming of You |          |                     |            |
| Canadá                             | CRIA     | Oro                 | 50,000     |
| Estados Unidos                     | RIAA     | 59× Platino (Latin) | 3,540,000  |
| México                             | AMPROFON | Oro                 | 100,000    |
| Mudiales                           | -        | -                   | 5,000,000+ |

## Posicionamiento en listas
| País           | Lista                          | Posición |
| -------------- | ------------------------------ | -------- |
| Estados Unidos | Billboard 200                  | 1        |
| Estados Unidos | Top Latin Albums               | 1        |
| Estados Unidos | Latin Pop Albums               | 1        |
| Canadá         | Canadian (RPM) Top 100 Álbumes | 16       |
| México         | México Top 100                 | 1        |

## Certificaciones
| País           | Organismo Certificador | Certificación | Ventas certificadas | Ref.   |
| -------------- | ---------------------- | ------------- | ------------------- | ------ |
| Estados Unidos | RIAA (Latin)           | 62× Platino   | 3 720 000           | [ 19 ] |